# 미즈노 다다나카

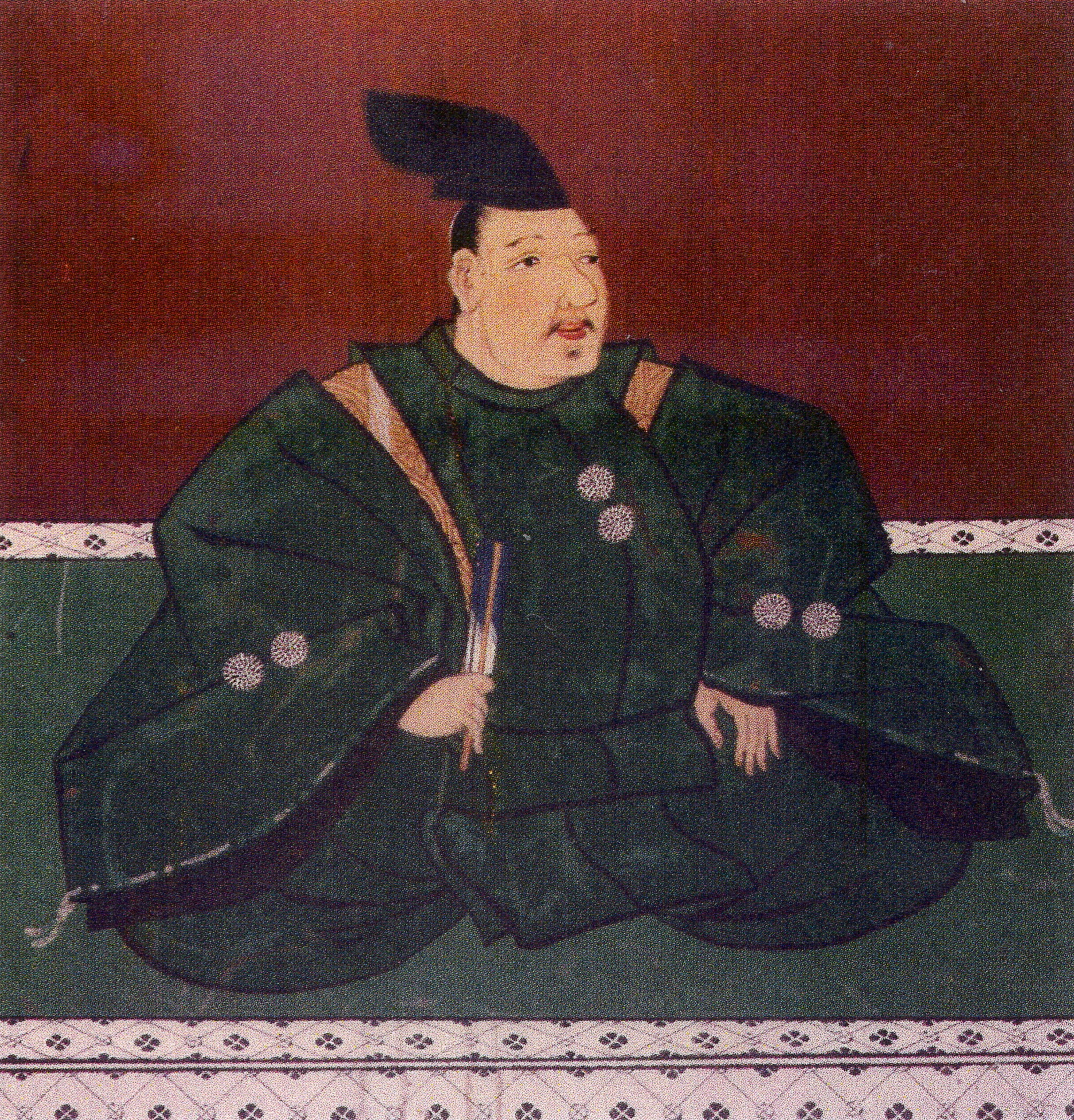
미즈노 다다나카

미즈노 다다나카(일본어: 水野忠央)는 기이 신구 번(기슈번 쓰케가로) 제9대 번주를 지냈다.
신구 번 세손 미즈노 다다아키의 장남으로 태어났다.